# Actaea semblatae
Actaea semblatae es una especie de crustáceo decápodo de la familia Xanthidae descrita por Danièle Guinot en 1976.

## Características y distribución geográfica
De hábitos carnívoros, este crustáceo es originario de las costas del Japón.